# Actio de pauperie
Actio de pauperie – w prawie rzymskim powództwo przeciw właścicielowi zwierzęcia domowego z powodu wyrządzonej przez nie szkody.

## Charakterystyka powództwa
Poszkodowany, za pomocą actio de pauperie, zmierzał do uzyskania wynagrodzenia za szkody, bądź do wydania mu samego zwierzęcia. Odpowiedzialność właściciela zwierzęcia przypominała więc odpowiedzialność noksalną ojca rodziny, zaś powództwo – actio noxalis.